# منتئالگره د کامپس
منتئالگره د کامپس (به اسپانیایی: Montealegre de Campos) یک شهرستان در اسپانیا است که در استان وایادولید واقع شده‌است.